# كيني ماكديفيت
كيني ماكديفيت (بالإنجليزية: Kenny McDevitt)‏ (4 مارس 1929 بليفربول في المملكة المتحدة - ) هو لاعب كرة قدم بريطاني في مركز جناح ‏. لعب مع نادي ترانمير روفرز لكرة القدم ونادي ريل.